# Linognathus angulatus
Linognathus angulatus är en insektsart som först beskrevs av Piaget 1885.  Linognathus angulatus ingår i släktet Linognathus och familjen nötlöss. Inga underarter finns listade i Catalogue of Life.